# لوییس آنتونیو خیمنز
لوییس آنتونیو خیمنز گارسس (اسپانیایی: Luis Antonio Jiménez Garcés‎؛ زادهٔ ۱۷ ژوئن ۱۹۸۴) بازیکن فوتبال اهل شیلی است.

## باشگاهی
از باشگاه‌هایی که در آن بازی کرده‌است می‌توان به ترنانا، فیورنتینا، لاتزیو، اینتر میلان، وستهام یونایتد، پارما، چزنا، الاهلی، النصر، العربی، الغرافه، القطر و الاتحاد اشاره کرد.

## تیم ملی
وی همچنین در تیم ملی فوتبال شیلی بازی کرده‌است.